# Onitis podicinus
Onitis podicinus är en skalbaggsart som beskrevs av Antoine Boucomont 1932. Onitis podicinus ingår i släktet Onitis och familjen bladhorningar. Inga underarter finns listade i Catalogue of Life.